# Marija Šestak
Marija Šestak (née Martinović) est une athlète slovène spécialiste du triple saut née le 17 avril 1979. Elle obtient la nationalité slovène le 13 juillet 2006, juste après avoir établi le nouveau record national serbe. En 2002, lors des championnats d'Europe, elle participe pour la RFS Yougoslavie.

## Biographie

### Carrière
Sa première compétition internationale est en 1997 où elle participe aux Jeux méditerranéens en Italie où elle prend la septième place. Elle devient ensuite vice-championne d'Europe juniors à Ljubljana et remporte le bronze des mondiaux juniors l'année suivante en France.
Elle franchit pour la première fois la ligne des 14 mètres le 9 juillet 2000 à Banská Bystrica avec 14,06 m. En 2001, elle remporte l'argent des Jeux méditerranéens derrière l'Algérienne Baya Rahouli. En 2002, elle atteint sa première finale internationale séniore lors des Championnats d'Europe en salle de Vienne où elle termine à la sixième place avec 14,00 m.
En 2006, elle améliore le record national serbe avec 14,50 m. Deux jours plus tard, elle obtient la nationalité slovène en se mariant avec le coureur de 400 mètres Matija Sestak. En fin d'année, elle termine à la cinquième place de la Finale mondiale de Stuttgart avec 14,32 m avant de porter son record personnel à 14,53 m le 12 septembre.
Le 3 juin 2007, elle porte son record (et national) à 14,92 m. Elle termine ensuite cinquième des Championnats du monde d'Osaka (14,72 m). Le 13 février 2008, elle franchit pour la première fois de sa carrière les 15 mètres en réalisant 15,08 m à Péania. Elle établit à cette occasion la meilleure performance mondiale de l'année et devance notamment la grecque Chrysopiyí Devetzí (14,89 m). Aux Championnats du monde en salle de Valence, elle ne remporte que la médaille de bronze avec 14,68 m, devancée par la Cubaine Yargelis Savigne (15,05 m) et Chrysopiyí Devetzí (15,00 m).
Aux Jeux olympiques de Pékin, elle termine sixième de la finale avec un nouveau record à 15,03 m. Elle se classe troisième de la Finale mondiale à Stuttgart. En 2009, elle est vice-championne d'Europe en salle à Turin. Après ces championnats, ses performances restent relativement moyennes avec 14,27 m en 2009, 13,78 m en 2010 et 14,30 m en 2011. Elle est à chacune des occasions éliminée en qualifications de chaque championnat international.
En 2012, elle se qualifie tout de même pour la finale olympique de Londres en étant la dernière qualifiée avec 14,16 m. En finale, elle termine avant dernière avec 13,98 m. Elle met ensuite un terme à sa carrière.

### Dopage
Le 26 novembre 2015, l'IAAF annonce dans un communiqué que l'athlète grecque Chrysopiyí Devetzí a été testée positive en 2007. Elle pourrait en conséquence perdre ses médailles acquises entre 2007 et 2008. À cette occasion, Marija Sestak devrait se reclasser 4e des mondiaux d'Osaka de 2007, récupérer la médaille d'argent des mondiaux en salle de Valence et être reclassée 5e des Jeux olympiques de Pékin. Officiellement disqualifiée le 27 septembre 2016, Sestak récupère donc la médaille d'argent des mondiaux de Valence. Le 18 août 2017, la Russe Anna Pyatykh, médaille de bronze à Osaka en 2007 est disqualifiée. Par conséquent, Sestak devrait récupérer la médaille de bronze.
Le 27 février 2018, l'IAAF annonce organiser une cérémonie de réattribution des médailles en salle à l'occasion des championnats du monde en salle de Birmingham. Sestak recevra donc sa médaille d'argent des mondiaux en salle de 2008.

## Palmarès
| Date | Compétition                    | Lieu             | Résultat | Marque  |
| ---- | ------------------------------ | ---------------- | -------- | ------- |
| 1997 | Jeux méditerranéens            | Bari             | 7e       | 13,23 m |
| 1997 | Championnats d'Europe juniors  | Ljubljana        | 2e       | 13,54 m |
| 1998 | Championnats du monde juniors  | Annecy           | 3e       | 13,47 m |
| 1999 | Championnats d'Europe espoirs  | Göteborg         | 8e       | 13,14 m |
| 2001 | Championnats d'Europe espoirs  | Amsterdam        | 2e       | 13,72 m |
| 2001 | Jeux méditerranéens            | Radès            | 2e       | 13,97 m |
| 2002 | Championnats d'Europe en salle | Vienne           | 6e       | 14,00 m |
| 2003 | Universiade                    | Daegu            | 8e       | 13,12 m |
| 2006 | Finale mondiale                | Stuttgart        | 5e       | 14,32 m |
| 2007 | Championnats du monde          | Osaka            | 3e       | 14,72 m |
| 2008 | Championnats du monde en salle | Valence          | 2e       | 14,68 m |
| 2008 | Jeux olympiques                | Pékin            | 4e       | 15,03 m |
| 2008 | Finale mondiale                | Stuttgart        | 1re      | 14,63 m |
| 2009 | Championnats d'Europe en salle | Turin            | 2e       | 14,60 m |
| 2012 | Championnats d'Europe          | Helsinki         | 10e      | 14,01 m |
| 2012 | Jeux olympiques                | Londres          | 11e      | 13,98 m |
| 2012 | Ligue de diamant               | Ligue de diamant | 5e       | détails |

## Records
| Épreuve          | Épreuve   | Lieu     | Date            | Marque  |
| ---------------- | --------- | -------- | --------------- | ------- |
| Saut en longueur | Plein air | Velenje  | 28 juin 2007    | 6,58 m  |
| Saut en longueur | Salle     | Budapest | 26 janvier 2007 | 6,59 m  |
| Triple saut      | Plein air | Pékin    | 17 août 2008    | 15,03 m |
| Triple saut      | Salle     | Péania   | 13 février 2008 | 15,08 m |